# Celia Rees

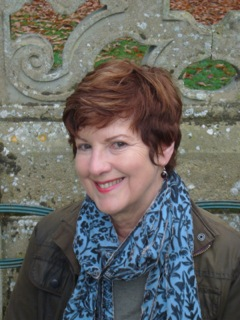
Celia Rees

Celia Rees (* 17. Juni 1949 in Solihull, Großbritannien) ist eine britische Jugendbuchautorin.

## Leben
Geboren und aufgewachsen ist Rees in Solihull, West Midlands. An der University of Warwick studierte sie Politik und Geschichte, ihr besonderes Interesse galt der amerikanischen Geschichte. Sie unterrichtete zehn Jahre lang Englisch an einer weiterführenden Schule, bis sie schließlich durch einen Lehrgang an der Universität von Birmingham zum Schreiben kam. 1993 veröffentlichte sie ihren ersten Roman Every Step You Take (deutsch: Schritte am Abgrund).
Bevor sie 1997 anfing, als freie Schriftstellerin zu arbeiten, veröffentlichte sie weitere Jugendbücher. Ihren größten Erfolg hatte sie mit dem Buch Witch Child (deutsch: Hexenkind), welches in 15 Ländern erschien. Insgesamt veröffentlichte sie 17 Bücher, davon erschienen elf auf Deutsch, und die H.A.U.N.T.S. Reihe. Celia Rees lebt mit ihrem Ehemann Terry in Leamington Spa, Warwickshire. Ihre gemeinsame Tochter Catrin lebt und arbeitet in London.

## Veröffentlichungen
- 1993: Every Step You Take (deutsch: Schritte am Abgrund)
- 1994: The Bailey Game (deutsch: Klassenspiel, übersetzt von Cornelia Krutz-Arnold) – arsEdition, ISBN 978-3-7607-3874-1
- 1994: Colour her Dead
- 1996: Blood sinister
- 1997: Ghost Chamber
- 1997: Midnight Hour
- 1997: The Vanished
- 1998: Soul Taker
- 2000: Truth or Dare (deutsch: Das goldene Labyrinth, übersetzt von Michael Krieger) – Hanser Belletristik, ISBN 978-3-446-20123-1
- 2000: Witch Child (deutsch: Hexenkind) – Arena Verlag, ISBN 978-3-401-05217-5
- 2001: The Cunning Man (deutsch: Herr der Stürme) – Urachhaus, ISBN 978-3-8251-7376-0
- 2002: Sorceress (deutsch: Hexenschwestern) – Arena Verlag, ISBN 978-3-401-05222-9
- 2002: City of Shadows
- 2002: A Trap in Time
- 2002: The Host Rides Out
- 2002: Pirates! (deutsch: Piraten!, übersetzt von Monika Schmalz) – Berlin Verlag, ISBN 978-3-8270-5004-5
- 2005: The Wish House (deutsch: Sommer im Haus der Wünsche, übersetzt von Johanna Ellsworth) – Arena Verlag, ISBN 978-3-401-05974-7
- 2007: The Stone Testament (deutsch: Die Kinder der sechsten Dämmerung, übersetzt von Nina Schindler) – Fischer Schatzinsel, ISBN 978-3-596-85296-3
- 2009: Sovay (deutsch: Sovay) – Bloomoon Verlag, ISBN 978-3-8270-5334-3
- 2010: The Fool’s Girl (deutsch: Der Narr und das Mädchen, übersetzt von Monika Schmalz) – Bloomoon Verlag, ISBN 978-3-8270-5425-8
- 2011: This is not Forgiveness (deutsch: Auch dein Tod ändert nichts) – Bloomoon Verlag, ISBN 978-3-7607-9938-4
- 2020: Miss Graham’s Cold War Cookbook (deutsch: Der geheime Code der Frauen, übersetzt von Matthias Frings) – Rütten & Loening, ISBN 978-3-352-00948-8

City of Shadows, A Trap in Time und The Host Rides Out sind Neubearbeitungen der H.A.U.N.T.S. Reihe, die 1998 erschien.